# 北海道道138號豐富猿拂線
北海道道138號豐富猿拂線（日语：北海道道138号豊富猿払線），是一條連接北海道天鹽郡豐富町與宗谷郡猿拂村的主要道级道路（北海道道）。

## 道路概况
- 起點：北海道天鹽郡豐富町開源（＝國道40號交點）
- 終點：北海道宗谷郡猿拂村濱鬼志別（＝國道238號交點）
- 總長：41.6千米
- 共线区间：陸別町陸別本通2丁目－陸別町陸別本通1丁目（北海道道143號北見白糠線）
  - 豐富町開源 - 稚内市沼川（北海道道1119號稚内豐富線）
  - 稚内市沼川（北海道道121號稚内幌延線）

## 經過的自治體
- 宗谷綜合振興局
  - 天盐郡丰富町
  - 稚内市
  - 宗谷郡猿拂村

## 主要連接道路
- 豐富町
  - 國道40號
  - 國道40號豐富快速道路 豐富北IC＝開源
- 稚内市
  - 北海道道1119號稚内豐富線
  - 北海道道121號稚内幌延線
  - 北海道道646號曲淵停車場線＝曲淵
- 猿拂村
  - 北海道道889號上猿拂清濱線＝小石
  - 北海道道443號鬼志別停車場線＝鬼志別
  - 國道238號

## 歷史
- 1994年4月1日：道路勘定，編號為1101。
- 1994年10月1日：變更道路編號为138。

從前，和沼川兜沼停車場線（舊路線編號為57、一部分重疊路段）與稚内濱鬼志別港線（舊路線編號56、一部分重疊路段）的兩路線不同，之後才合併，而上述兩道道廢止。

## 周邊設施
- 沼川綠公園＝稚内市沼川（內含管理棟、休憩所、廁所、市民農園・芝生廣場、公園高爾夫球場）